# Bernhard Ernst von Bülow
Bernhard Ernst von Bülow (Cismar, 1815 – Francoforte sul Meno, 1879) è stato un diplomatico tedesco.
Dapprima al servizio della Danimarca, passò (1862) al duca Federico Guglielmo di Meclemburgo-Strelitz.Tenne il governo di Meclemburgo fino al 1867, quando ne divenne plenipotenziario al Parlamento.
Divenne poi (1873) segretario degli Esteri di Prussia e mantenne la carica fino al 1878.